# 英烈傳
《英烈傳》，又稱《大明英烈傳》、《皇明英烈傳》、《皇明開運英武傳》、《雲合奇蹤》，是明代通俗「長篇歷史演義小說」和「傳記體長篇」。作者已不可考，全書十卷共八十回，章回小說。現存最早刊本出自萬曆辛卯年（1591年）。描述元朝末年，元順帝荒淫無道，民不聊生，各地發生饑荒。群雄乘勢而起，割據地方州縣，其中以朱元璋、陳友諒、張士誠等勢力最為強大，經過數十年的征戰，朱元璋建立了明朝，「以德治民」國泰民安的昇平景象。

## 內容概述
明朝民間人物小說故事改編而成，描述主人翁朱元璋從平民到建立皇朝之過程。
大明太祖洪武皇帝朱元璋，字國瑞，八月初八日生，故取名朱重八，後取名朱興宗。幼年智慧超群，曾為地主放牛為生。十七歲父母雙亡，到皇覺寺當行童，練就一身武藝，二個月後，因荒年寺租難收，寺主封倉遣散眾僧。他獨自一人闖蕩江湖，發展黨羽，擴大勢力，禮賢下士，攏絡了徐達、湯和、常遇春、朱文正、李文忠、沐英、鄧愈、馮國用、馮勝、廖永安、廖永忠、花雲、桑世傑、胡大海、趙德勝、耿再成、華高、丁德興、俞通海、張德勝、吳良、吳禎、曹良臣、康茂才、郭興、郭英、丁普郎、傅友德、藍玉、李善長、劉基、宋濂等一大批賢良輔佐，文有劉基為謀士、武有徐達等良將。這使朱元璋馳騁南北，征戰東西，由弱變強；由敗轉勝。消滅其它勢力，完成統一大業，建立明朝政權。